# حفره شکمی-لگنی
حفره شکمی-لگنی (به انگلیسی: abdominopelvic cavity)، حفره‌ای در بدن است که از حفره شکمی و حفره لگنی تشکیل شده‌است. این حفره دربر گیرندهٔ معده، کبد، لوزالمعده، طحال، کیسه صفرا، کلیه‌ها و بیشتر رودههای کوچک و بزرگ است. همچنین مثانه و اندام‌های تناسلی درونی را نیز دربر می‌گیرد. حفره لگنی، یک کیسه کوچک است که بسیار پایین در پایه حفره لگن خاصره قرار دارد. هیچ غشایی وجود ندارد که حفره شکمی را از حفره لگنی جدا کند، بنابراین، گاهی به آن حفره شکمی لگن یا حفره صفاقی (peritoneal cavity) می‌گویند. بسیاری از بیماری‌ها و اختلالات وجود دارد که با اندام‌های حفره شکمی لگنی هستند.

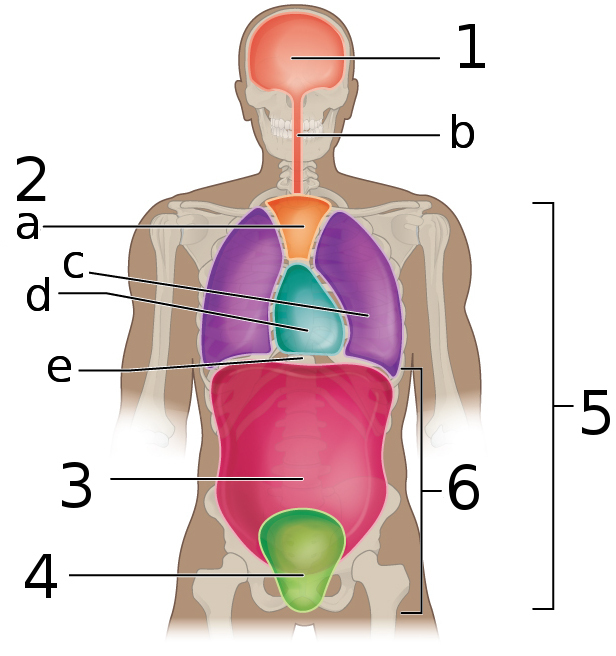
نمای روبرو از حفره شکمی-لگنی ۶ که از حفره شکمی ۳ و حفره لگنی ۴ تشکیل شده‌است.
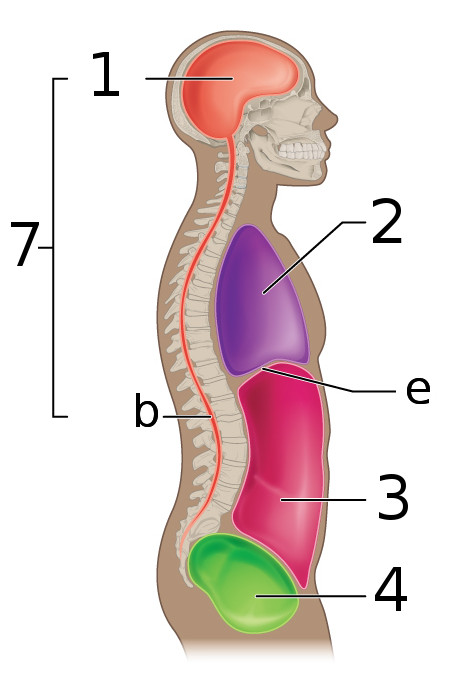
نمای کناری از حفره شکمی-لگنی که از حفره شکمی ۳ و حفره لگنی ۴ تشکیل شده‌است.